# Villamagna
Villamagna ist eine italienische Gemeinde (comune) mit 2148 Einwohnern (Stand 31. Dezember 2023) der Provinz Chieti in den Abruzzen. Die Gemeinde liegt etwa 6 Kilometer ostsüdöstlich von Chieti und ist Teil der Unione delle Colline Teatine.

## Geschichte
1059 wird der Ort erstmals als Villa Magna genannt.

## Weinbau
Seit 2011 besitzt der hier angebaute Rotwein eine „kontrollierte Herkunftsbezeichnung“ (Denominazione di origine controllata – DOC), die zuletzt am 7. März 2014 aktualisiert wurde.
Der hier erzeugte Rotwein muss zu mindestens 95 % aus der Rebsorte Montepulciano bestehen. Höchstens 5 % andere rote Rebsorten, die für den Anbau in der Region Abruzzen zugelassen sind, dürfen zugesetzt werden.

## Gemeindepartnerschaften
Villamagna unterhält eine Partnerschaft mit der französischen Gemeinde Rantigny im Département Oise.